# روب كوك
روب كوك (بالإنجليزية: Rob Cook)‏ هو سياسي أمريكي، ولد في 30 ديسمبر 1965 في تشوتيا في الولايات المتحدة. حزبياً، نشط في الحزب الجمهوري. وقد انتخب عضو مجلس نواب مونتانا.